# Strå kyrka
Strå kyrka är en kyrkobyggnad i Strå socken Vadstena kommun i Östergötland. Den ligger 4,5 kilometer söder om Vadstena och tillhör Vadstena församling.

## Kyrkobyggnaden
Strå kyrka ligger på Vadstenaslätten mellan Tåkern och Vadstena. Kyrkan har rektangulärt långhus med sakristia vidbyggd på norra sidan. Västtornet, vars nedre del härrör från medeltiden, är något förskjutet åt söder och kröns av en huv med lanternin. Fasaderna är vitputsade.

## Historik
Kyrkan kom till under 1100-talets slut eller omkring år 1200. Den bestod då av långhus med kor och absid i öster och ett smalt torn i väster. Vid medeltidens slut slogs valv.
År 1545 var det nära att den hade rivits för att lämna byggnadsmaterial till Vadstena slott, som började byggas detta år. När tecknaren och fornforskaren Elias Brenner besökte kyrkan år 1670 fanns ett vapenhus med pulpettak på södra sidan av långhuset. Sannolikt tillbyggdes kyrkan under senmedeltid eller 1600-talet mot norr, varvid tornet kom att få en asymmetrisk placering vid västgaveln. I början av 1700-talet raserades kor och absid och kyrkan förlängdes med full bredd österut. När sakristian kom till är okänt.
År 1663 levererades en dopfunt från Michael Hackes stenhuggeriverkstad i Skänninge. År 1667 anskaffades en predikstol tillverkad av mäster Johan Gabrielsson i Vadstena. Den betalades genom att varje sockenman gav en halv spann säd. Bildhuggare Bengt Wedulin i Hjo förfärdigade 1743 ett altaruppsats, vilket kostade 500 daler. Dess skulpturer återger Kristus på korset med aposteln Johannes och Maria samt ytterst Moses och Aron. Några år senare lät man mäster Sven Gustafsson Stoltz i Vadstena måla om predikstolen.
Carl Fredric Broocman berättar i mitten av 1700-talet: "Kyrkan står på Krono grund, en half mil ifrån Wadstena, och är upbyggd af huggen Kalksten til 25 och en half alns längd och 14 alnars bredd, med en tilbyggnad å Norra sidon, som uti urminnes tid gjord är: men å Östra ändan öktes Kyrkan wid paß år 1703, hwarigenom hon fått then längd, som hon nu har. Under Taket är Kyrkan panelad med bräder. Dess Altartafla, af Bildthuggare-Arbete, afbildar i synnerhet Christi Korßfästelse, med Mosis bild å högra, och Johannis bild med ett Lamb mellan fötterna å wänstra sidon. År 1743 är hon köpt för 1100 Dal. K:mt, tå Församlingen gaf thertil 500 Dal., och togos 600 Dal. utur Kyrkons Cassa. Prädikstolen med Bilder är wäl något gammal, men blef år 1746 å nyo målad och förgyld, hwartil 100 Dal. 24 öre K:mt anwändes af Kyrkons medel. [...]
Wid Kyrkon är wäl ett wackert Stentorn, hwaruti Klockorna hänga; men i brist af förmögenhet är ännu ingen Spets uprest öfwer Tornet, utan allenast ett Tak af bräder lagdt. Then större Klockan är aldraförst stöpt år 1642, men för en remna skul omstöpt år 1748, tå följande Rim sattes på henne: 
|  | Jag kallar med mitt ljud,   | Hur tu rätt wandra bör  |
|  | Kom Christen, Gud til ära,  | Til Himlens sälla Borg, |
|  | Kom, hör och gjöm hans bud, | Ther tu i ewighet       |
|  | Som tig kan wisa, lära,     | För glädje uthan sorg." |

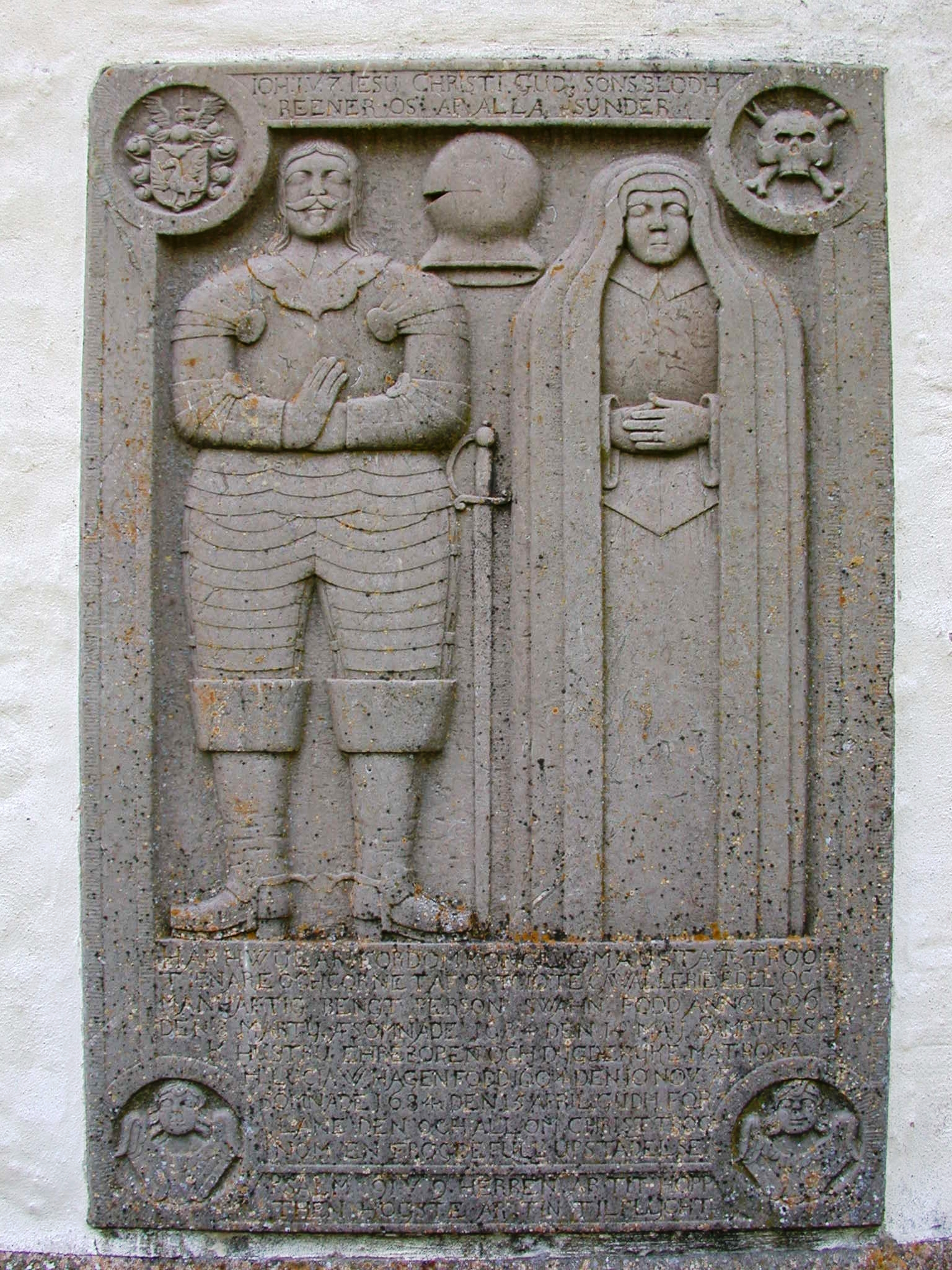
Gravhäll 1 på östra gaveln: Bengt Persson Swan & hustru

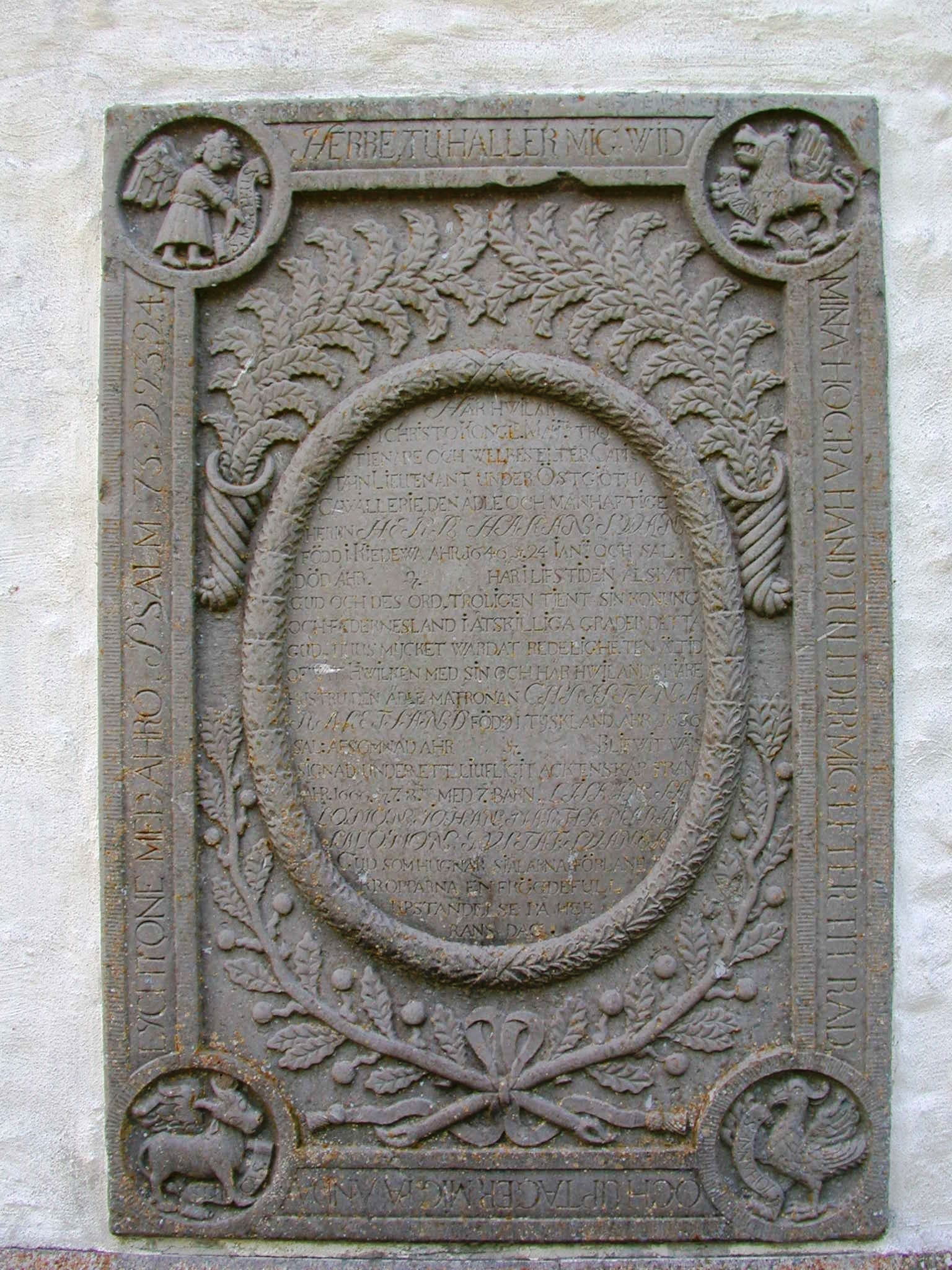
Gravhäll 2 på östra gaveln: Mårten Håkan Swan & hustru

År 1771-1772 erhöll tornet en grövre utformning och kröntes med huv och lanternin. Tidigare fanns det en stenhuv. Tio år senare reparerades kyrkan, varvid man lade in ett nytt golv och byggde en läktare. Under första hälften av 1800-talet borttogs vapenhuset vid sydväggen och en ny portal öppnades från väster via tornet. År 1864 fick kyrkan sitt förmodligen första orgelverk. På östra gaveln uppsattes år 1908 två gravhällar, som tidigare legat inne i kyrkan.
År 1908 reparerades kyrkan utan vederbörligt tillstånd, varvid man bl.a. ändrade predikstolen och tog upp två gravhällar ur kyrkgolvet och murade in dessa i östra ytterväggen.
År 1948 restaurerades interiören under ledning av professor Erik Lundberg. Exteriören restaurerades 1991 och kyrkan fick nytt skiffertak.

## Inventarier
- Altaruppsats av Bengt Wedulin i Hjo 1743 visande: "Kristus på korset med aposteln Johannes och Maria samt ytterst Moses och Aron".
- Dopfunt från Michael Hackes stenhuggeriverkstad i Skänninge 1663.
- Dopfat, tillverkat på 1600-talet i Norrköping.
- Dopskål, skänkt 1706.
- Predikstol av mäster Johan Gabrielsson i Vadstena 1667. Senare ommålad och ombyggd.
- Altarmålning på södra långhusväggen med motiv: "Marias möte med Elisabeth", skänkt av prosten I. H. Kinnander 1861.
- Krucifix från 1600-talet, placerat på predikstolen.
- Nattvardskalk, vars fot är medeltida, liksom en patén.
- Vinkanna av silver från 1764.
- Primklocka av malm, medeltida, som hängde under kyrkvalvet och ringdes i under mässan.
- Mässhake, vit, skänkt 1935.
- Kalkkläden, ett av gult siden med silverspets från 1730, och ett av rött siden från nyare tid.
- Piporgel av firma E. A. Setterquist & son, Örebro, 1934.
- Dörr (bild), medeltida, tillverkad av myrmalm.
- Gravhällar för kornetten Bengt Persson Swan och hans hustru, resp. kaptenlöjtnanten Mårten Håkan Swan och hans hustru, uppsatta på kyrkans östra gavel.
- Fragment av byggnadsdetaljer från kyrkans uppbyggnad, såsom pelare, kapitäl och pelarbaser av kalksten.

## Orglar
- 1862-1864: Fanjunkare & amatörorgelbyggare August Rosenborg (1808-1873), Vadstena, bygger ett 7-stämmigt orgelverk.
- 1934: Firma E. A. Setterquist & son, Örebro bygger en pneumatiskt orgel med 2 manualer och pedal.

Disposition:
| Huvudverk I   | Svällverk II  | Pedal      | Koppel    |  |
| Borduna 16’   | Rörflöjt 8’   | Subbas 16’ | I/P       |  |
| Principal 8’  | Salicional 8’ |            | II/P      |  |
| Gedackt 8’    | Ekoflöjt 4’   |            | II/I      |  |
| Oktava 4’     | Flöjt 2’      |            | 4’ I/I    |  |
| Kvinta 2 2/3’ |               |            | 16’ II/II |  |

### Diskografi
- Pastoral / Beckman, Marie-Louise, orgel. CD. Svenska kyrkan VFCD 002. 2015.

## Bildgalleri

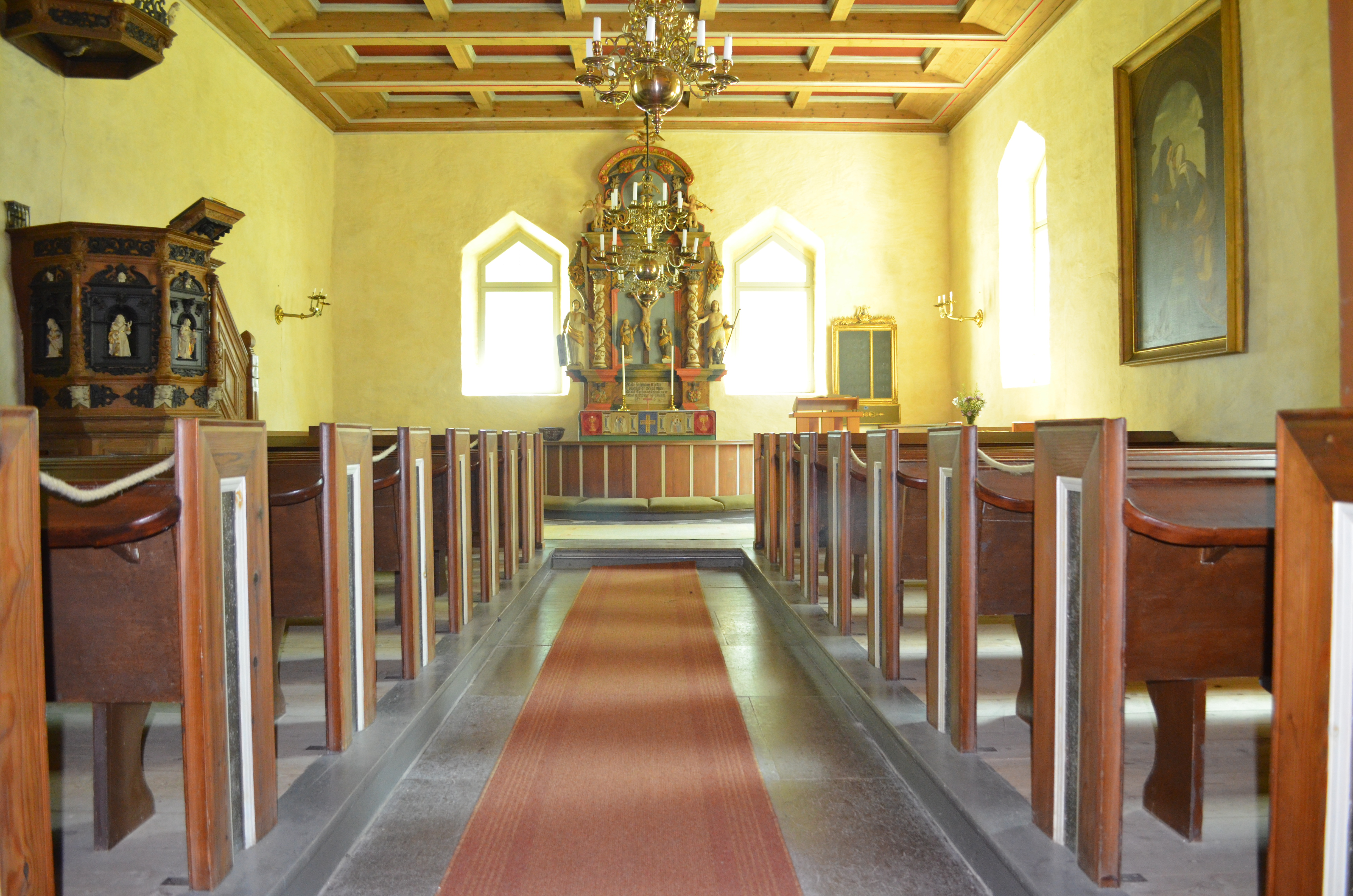
Strå kyrkas kyrksal
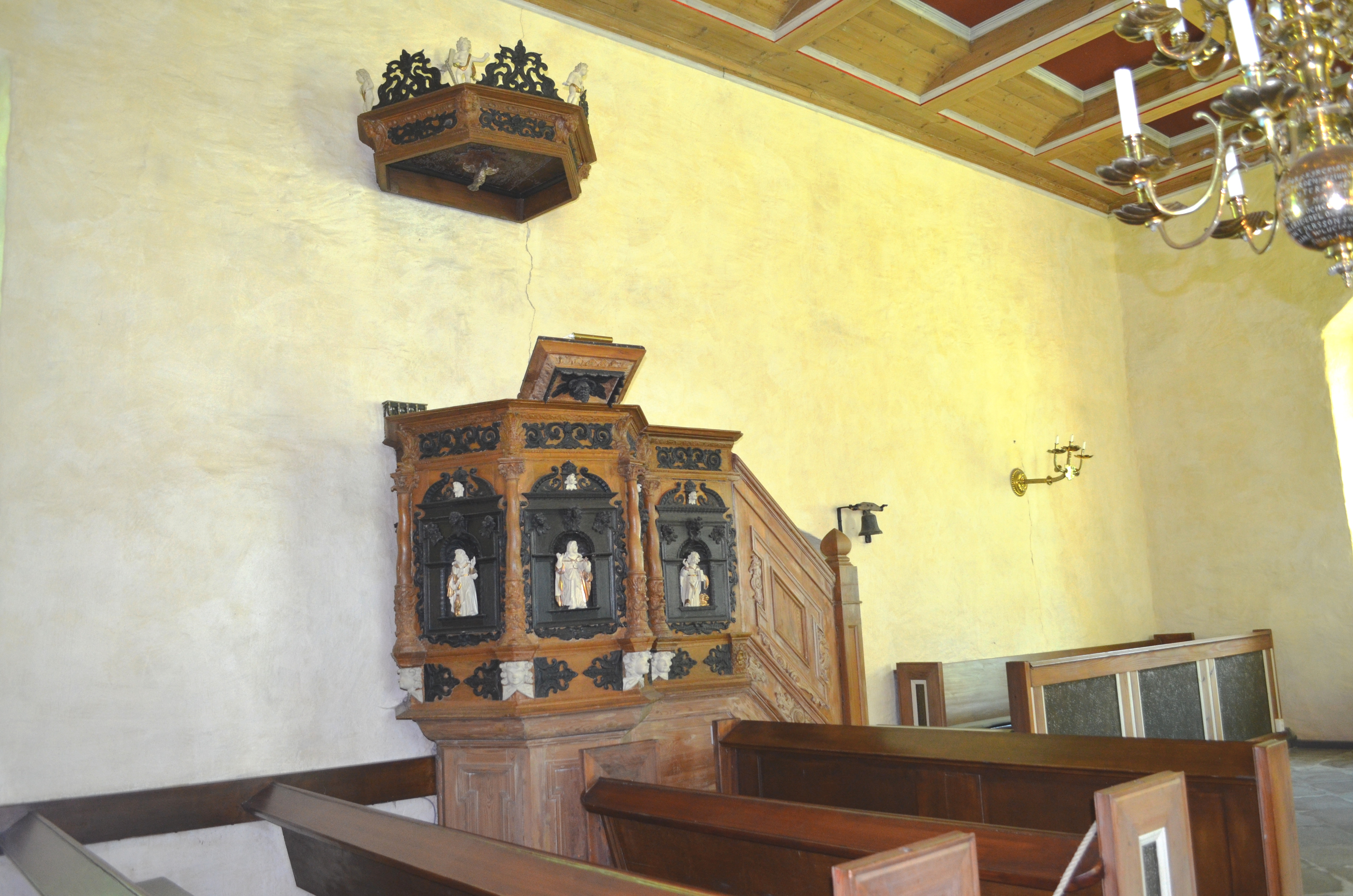
Strå kyrkas predikstol
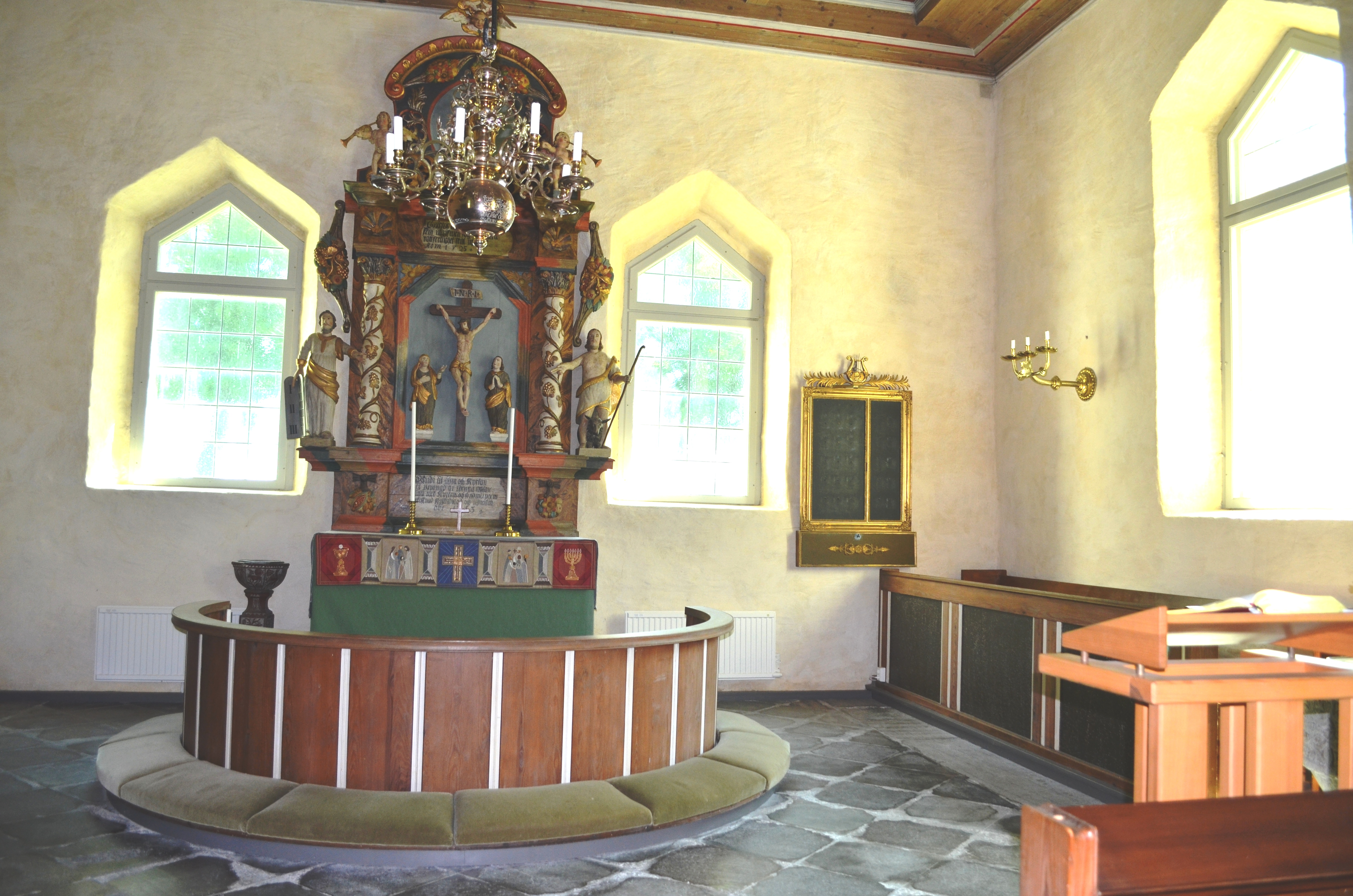
Strå kyrkas altare
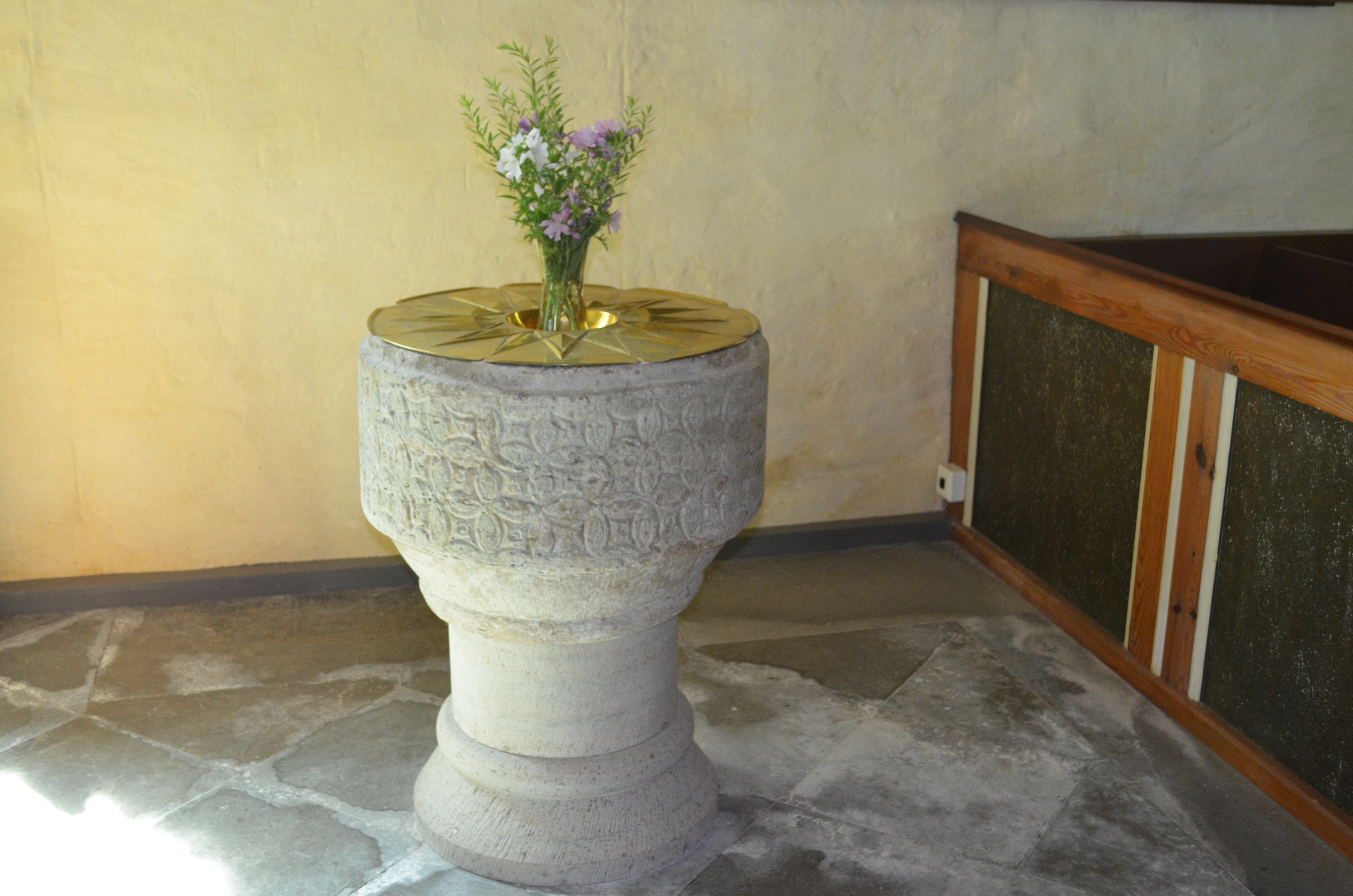
Strå kyrkas dopfunt 1
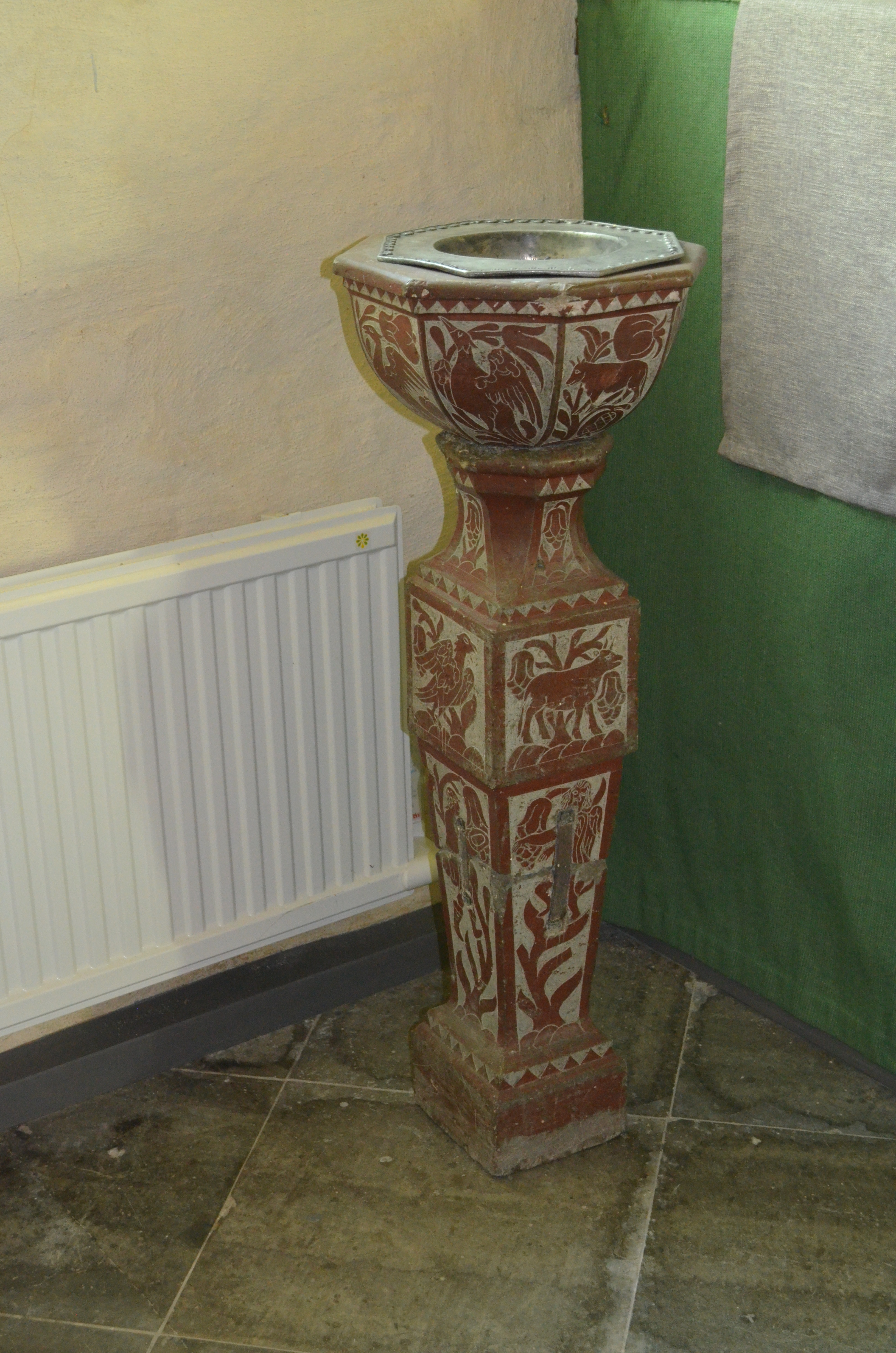
Strå kyrkas andra dopfunt
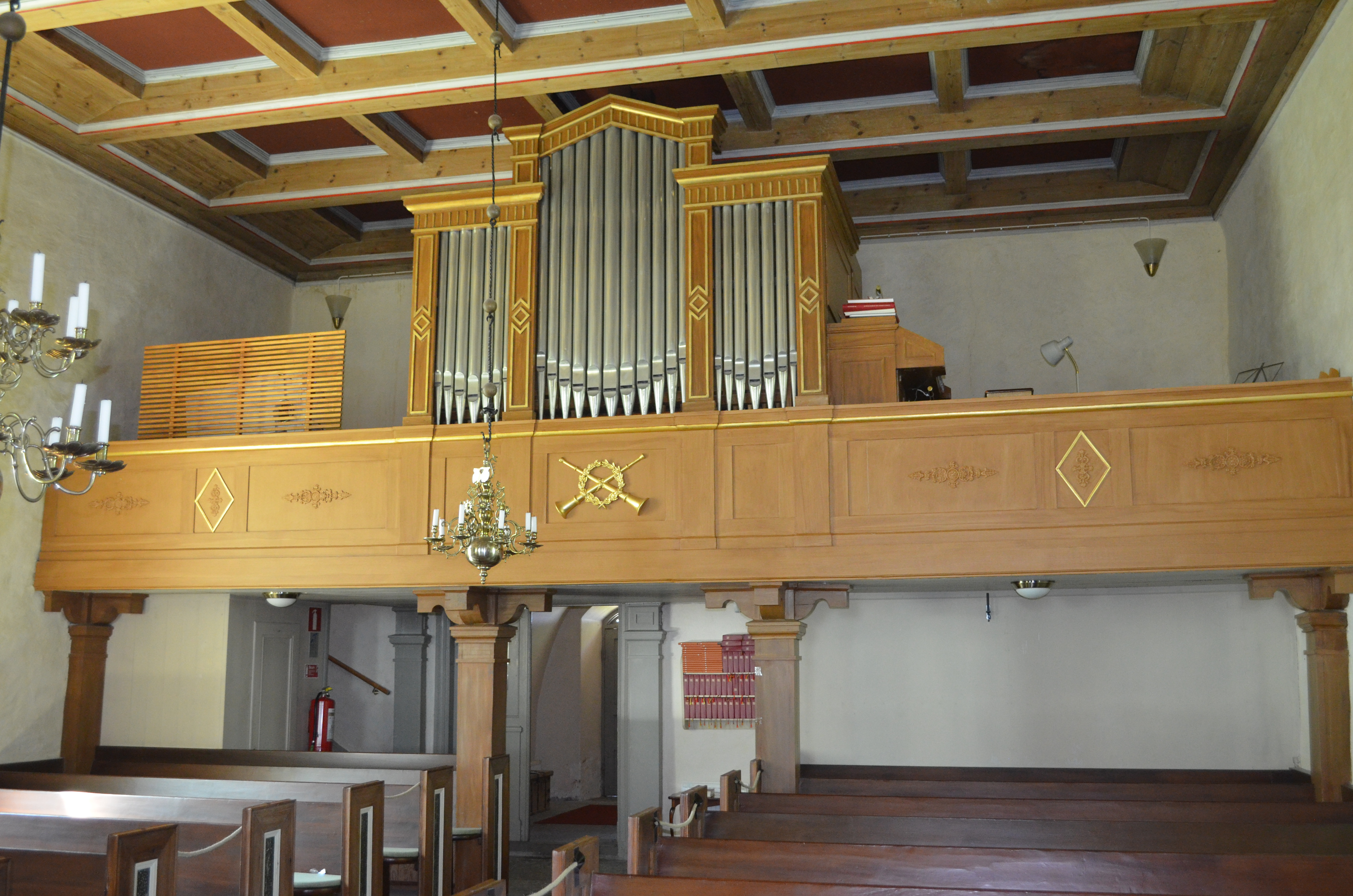
Strå kyrkas orgelläktare